# Salaspils
Salaspils er beliggende i Rigas distrikt i det centrale Letland og fik byrettigheder i 1993. Byen, der ligger ved floden Daugava, er mest kendt for Slaget ved Kircholm i 1605, det største slag under den Polsk-Svenske Krig – og for Salaspils KZ-lejr, der var den største af sin slags under Anden Verdenskrig. Byen hed tidligere Mārtiņsala. Før Letlands selvstændighed i 1918 var byen også kendt på sit tyske navn Kircholm.